# Bauyrżan Momyszuły
Bauyrżan Momyszuły (kaz. Бауыржан Момышұлы; ur. 24 grudnia 1910?/6 stycznia 1911 w miejscowości Urak-Bałwa w obwodzie żambylskim, zm. 10 czerwca 1982 w Ałma-Acie) – kazachski żołnierz i pisarz, pułkownik, Bohater Związku Radzieckiego (pośmiertnie, 1990) i Narodowy Bohater Kazachstanu (pośmiertnie, 1995).

## Życiorys
Urodził się w rodzinie chłopskiej. Do 1929 skończył 9 klas, pracował jako ekonomista w banku przemysłowym, sekretarz rejonowego komitetu wykonawczego, szef rejonowej milicji i instruktor miejskiego komisariatu wojskowego w Ałma-Acie. W latach 1932–1934 odbywał służbę wojskową, w 1933 ukończył szkołę pułkową, od 1936 ponownie służył w Armii Czerwonej.
Od września 1941 uczestniczył w wojnie niemiecko-radzieckiej. Jako dowódca batalionu 1073 Pułku Strzelców w 316 Dywizji Strzeleckiej (następnie 8 Gwardyjskiej Dywizji Strzeleckiej) w składzie 16 Armii i Frontu Zachodniego podczas obrony Moskwy brał udział w 27 starciach. Za zasługi został mianowany kapitanem i dowódcą 19 Gwardyjskiego Pułku Strzelców, 5 grudnia 1941 został ranny w walce, jednak pozostał na polu walki, później znów został ciężko ranny i do marca 1944 przebywał w szpitalu. Od 1942 roku należał do partii komunistycznej.
W 1944 ukończył kursy doskonalenia kadry oficerskiej, 21 stycznia 1945 został dowódcą 9 Gwardyjskiej Dywizji Strzeleckiej w składzie 6 Gwardyjskiej Armii i 2 Frontu Nadbałtyckiego, w lutym-marcu 1945 walczył w rejonie miasta Priekule. W 1948 ukończył Akademię Sztabu Generalnego, w 1950 został starszym wykładowcą Wojskowej Akademii Tyłów i Zaopatrzenia Armii Radzieckiej, w grudniu 1955 zakończył służbę wojskową w stopniu pułkownika.
Był członkiem Związku Pisarzy ZSRR. Jego imieniem nazwano ulice w Ałma-Acie, Dżambule, Gurjewie i w Assie oraz szkoły średnie w Ałma-Acie, Dżambule, Szymkencie, szkołę wojskową w Ałma-Acie i sowchoz.

## Odznaczenia
- Złota Gwiazda Bohatera Związku Radzieckiego (pośmiertnie, 11 grudnia 1990)
- Złota Gwiazda Bohatera Kazachstanu (pośmiertnie, 1995)
- Order Lenina (11 grudnia 1990, pośmiertnie)
- Order Czerwonego Sztandaru (dwukrotnie)
- Order Wojny Ojczyźnianej I klasy (6 czerwca 1945)
- Order Czerwonego Sztandaru Pracy (15 stycznia 1971)
- Order Przyjaźni Narodów (23 grudnia 1980)
- Order Czerwonej Gwiazdy
- Order „Znak Honoru” (3 stycznia 1959)

I medale.